# Разъезд 15 км (Восточно-Казахстанская область)
Разъезд 15 км (каз. рзд. 15 км) — упразднённый разъезд в Жарминском районе Восточно-Казахстанской области Казахстана. Входил в состав Жарминской поселковой администрации. Код КАТО — 634463300. Ликвидирован в 2013 году.

## Население
В 1999 году население разъезда составляло 68 человек (39 мужчин и 29 женщин). По данным переписи 2009 года на разъезде проживали 52 человека (28 мужчин и 24 женщины).